# Тихомировка (Челябинская область)
Тихоми́ровка — посёлок в Каслинском районе Челябинской области России. Входит в состав Воздвиженского сельского поселения. Находится на берегу озера Окункуль, примерно в 30 км к северу от районного центра, города Касли, на высоте 254 метров над уровнем моря.

## Население
| 2002 | 2010 |
| ---- | ---- |
| 14   | ↘7   |

По данным Всероссийской переписи, в 2010 году численность населения посёлка составляла 7 человек (6 мужчин и 1 женщина).

## Улицы
Уличная сеть посёлка состоит из 6 улиц.